# 清里駅
清里駅（きよさとえき）は、山梨県北杜市高根町清里にある、東日本旅客鉄道（JR東日本）小海線の駅である。

## 概要
駅の標高は1,275 mで、JRグループの駅の中で2番目に高く、また、山梨県で一番高い。開業から1935年（昭和10年）11月29日に当駅から信濃川上駅までが開業して、野辺山駅が開業するまでのおよそ2年間は鉄道省（当時）で最高所の駅であった。その野辺山駅との間にはJR最高標高地点がある。山梨県の鉄道駅として最北端の駅でもある。

## 歴史
- 1933年（昭和8年）7月27日：国鉄小海南線（→小海線） 小淵沢駅 - 当駅間開通に伴い開業（一般駅）[4]。
- 1970年（昭和45年）10月1日：貨物の取り扱いを廃止[5]。
- 1974年（昭和49年）5月：駅レンタカーの営業を開始[6][注 1]。
- 1976年（昭和51年）12月22日：現在のコンクリート製の駅舎へ改築[7]。
- 1984年（昭和59年）2月1日：荷物の扱いを廃止[5]。
- 1987年（昭和62年）4月1日：国鉄分割民営化により、東日本旅客鉄道（JR東日本）の駅となる[7]。
- 1993年（平成5年）2月：駅舎内部の天井を木目調のクロスに張り換え、ドア等も木製に変えるなど和風に改装[8]。
- 2009年（平成21年）7月：駅前にC56 149を設置[1]。
- 2014年（平成26年）4月1日：ICカード「Suica」の利用が可能となる[9]。東京近郊区間に編入される[9]。
- 2018年（平成30年）
  - 10月31日：みどりの窓口の営業を終了[10][11]。
  - 12月1日：清里駅長を廃止し、小海駅長管理下の業務委託駅となる[11]。
- 2024年（令和6年）
  - 3月25日：指定席券売機を撤去[2]。
  - 3月26日：終日無人化[2]。

## 駅構造
相対式ホーム2面2線を持つ地上駅である。互いのホームは構内踏切で連絡している。
無人駅である（中込駅管理）。無人化される前はステーションビルMIDORIが受託する業務委託駅であった。自動券売機と簡易Suica改札機が設置されている。

### のりば
| 番線 | 路線    | 方向 | 行先                     |
| ---- | ------- | ---- | ------------------------ |
| 1    | ■小海線 | 上り | 小淵沢方面               |
| 2    | ■小海線 | 下り | 野辺山・佐久平・小諸方面 |

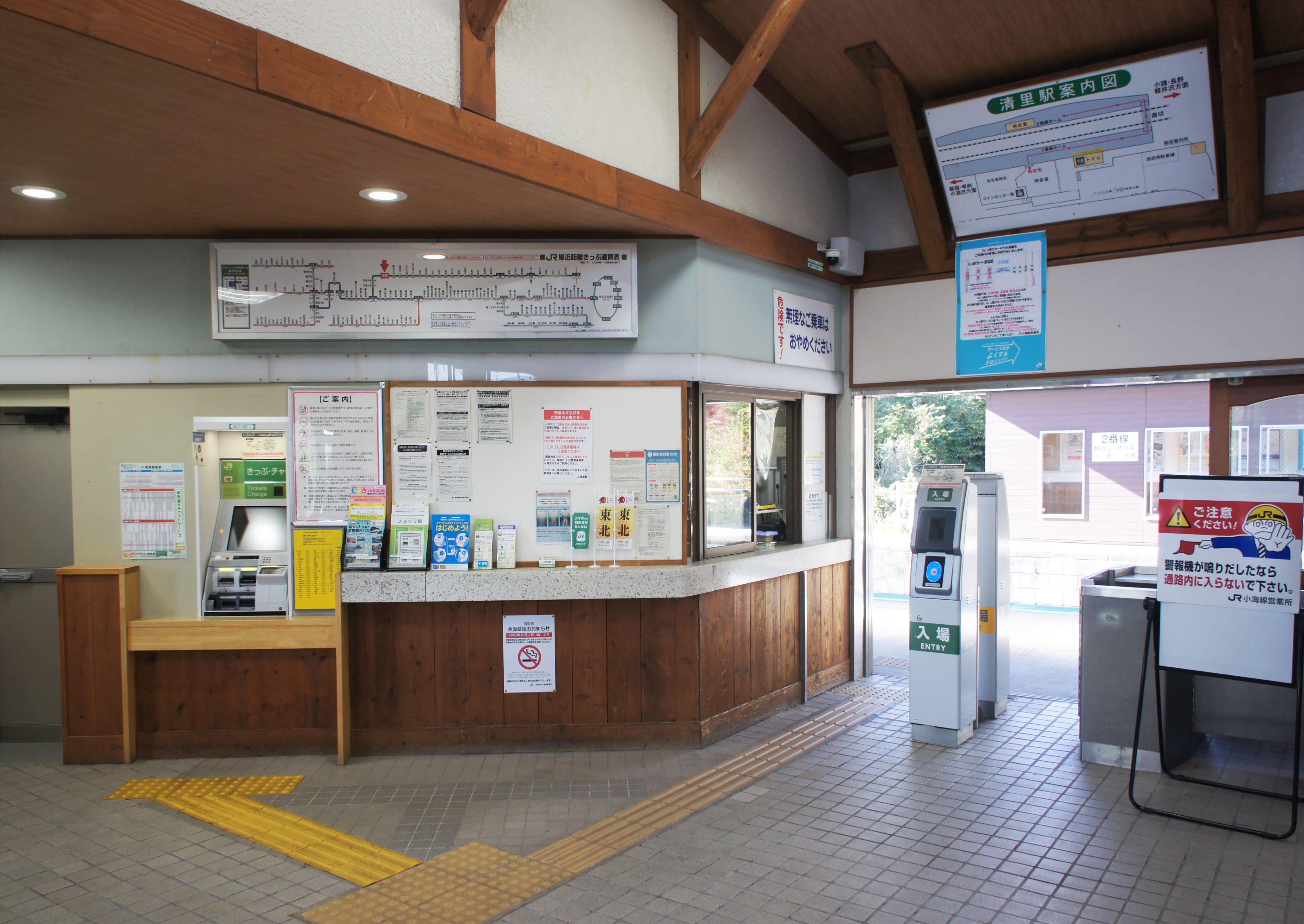
改札口（2021年10月）
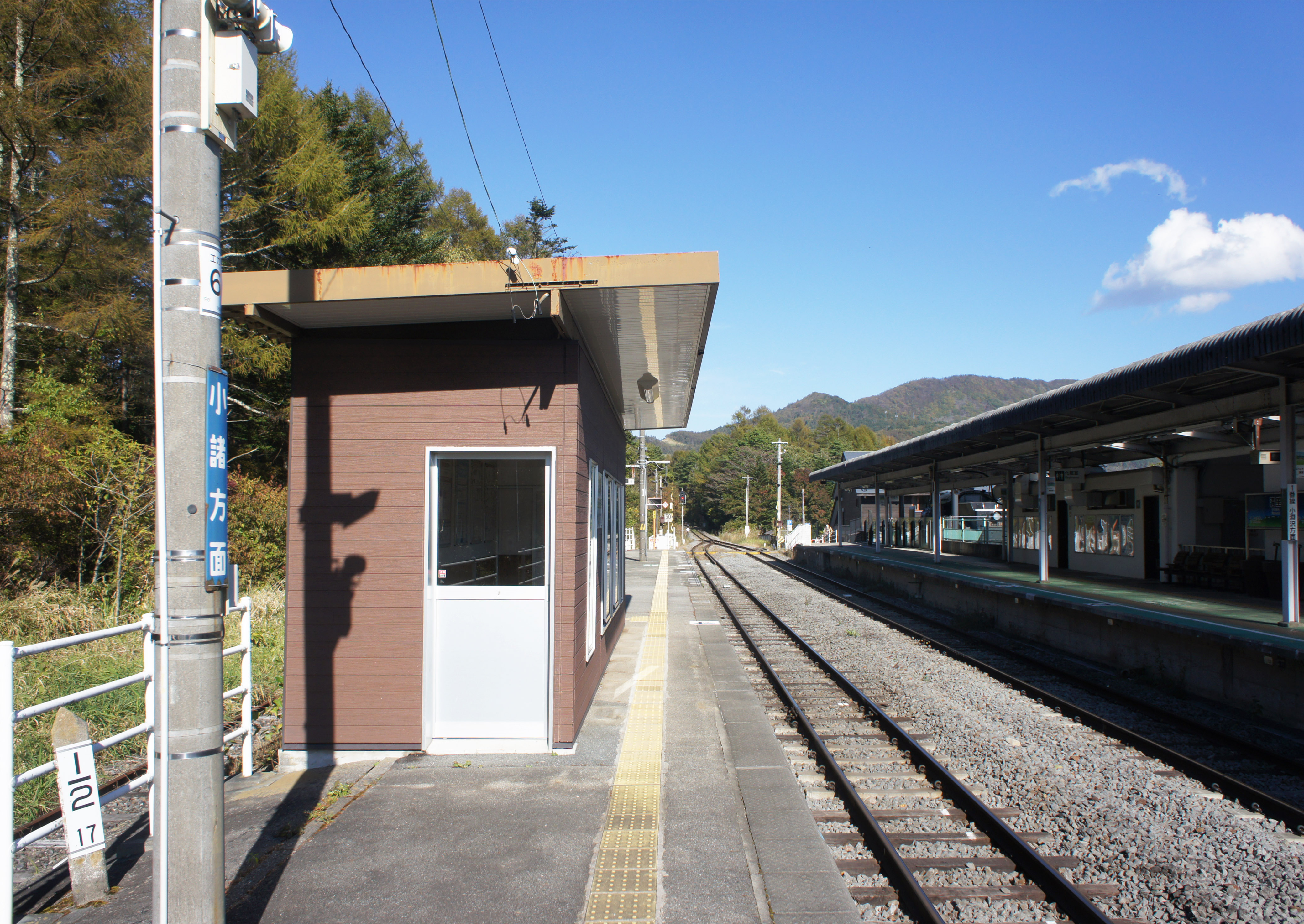
ホーム（2021年10月）
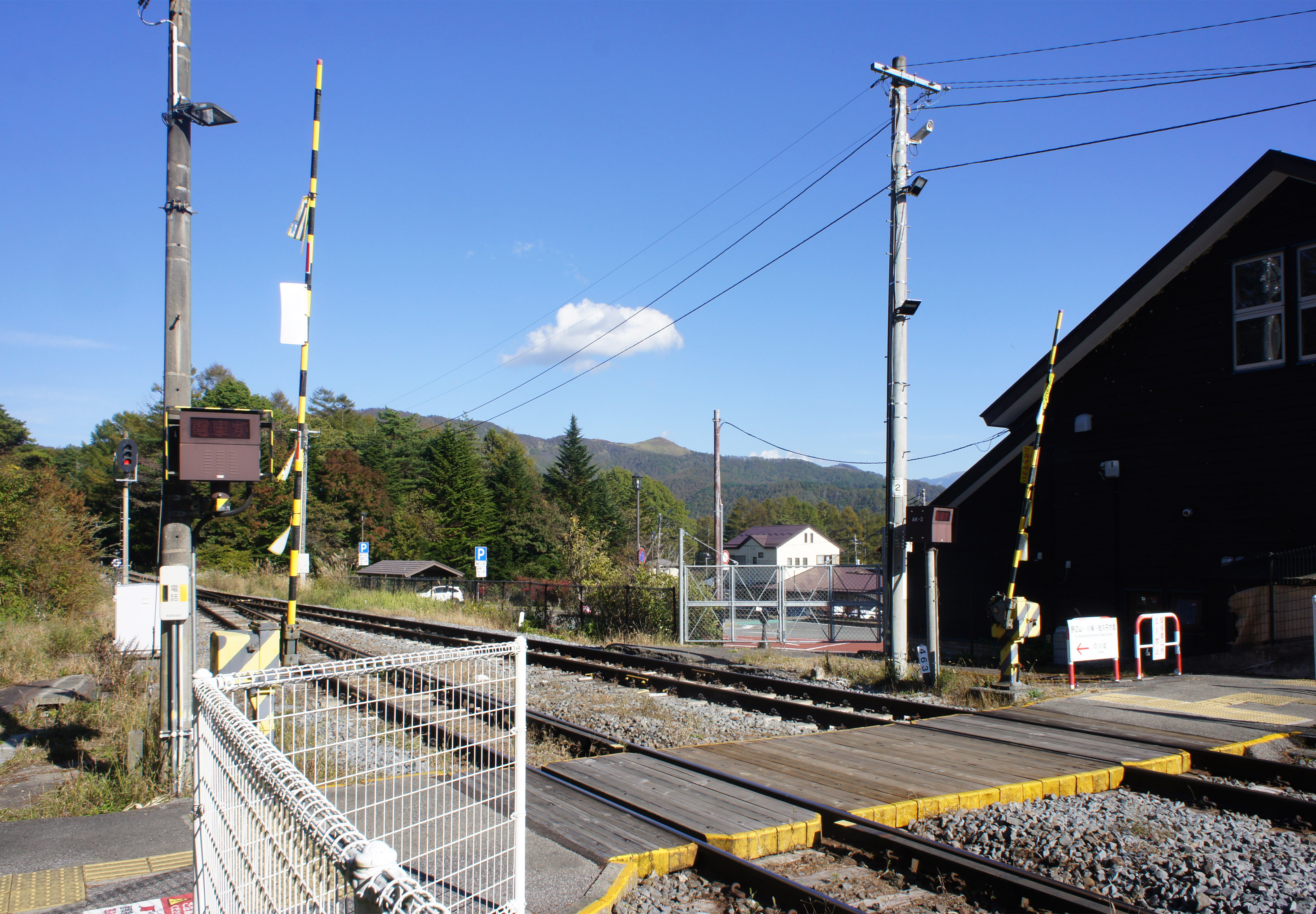
構内踏切（2021年10月）

## 駅弁
2019年（平成31年・令和元年）ごろまでは、おぎのやによる主な駅弁として下記を販売していた。
- 峠の釜めし（4月下旬 - 11月下旬のみ販売）

## 利用状況
JR東日本によると、2000年度（平成12年度）- 2022年度（令和4年度）の1日平均乗車人員の推移は以下のとおりであった。
| 1日平均乗車人員推移 | 1日平均乗車人員推移 | 1日平均乗車人員推移 | 1日平均乗車人員推移 | 1日平均乗車人員推移 |
| 年度                | 定期外              | 定期                | 合計                | 出典                |
| ------------------- | ------------------- | ------------------- | ------------------- | ------------------- |
| 2000年（平成12年）  |                     |                     | 373                 | [ 利用客数 1 ]      |
| 2001年（平成13年）  |                     |                     | 344                 | [ 利用客数 2 ]      |
| 2002年（平成14年）  |                     |                     | 339                 | [ 利用客数 3 ]      |
| 2003年（平成15年）  |                     |                     | 330                 | [ 利用客数 4 ]      |
| 2004年（平成16年）  |                     |                     | 304                 | [ 利用客数 5 ]      |
| 2005年（平成17年）  |                     |                     | 292                 | [ 利用客数 6 ]      |
| 2006年（平成18年）  |                     |                     | 279                 | [ 利用客数 7 ]      |
| 2007年（平成19年）  |                     |                     | 305                 | [ 利用客数 8 ]      |
| 2008年（平成20年）  |                     |                     | 326                 | [ 利用客数 9 ]      |
| 2009年（平成21年）  |                     |                     | 295                 | [ 利用客数 10 ]     |
| 2010年（平成22年）  |                     |                     | 268                 | [ 利用客数 11 ]     |
| 2011年（平成23年）  |                     |                     | 271                 | [ 利用客数 12 ]     |
| 2012年（平成24年）  | 208                 | 41                  | 249                 | [ 利用客数 13 ]     |
| 2013年（平成25年）  | 199                 | 35                  | 234                 | [ 利用客数 14 ]     |
| 2014年（平成26年）  | 180                 | 27                  | 208                 | [ 利用客数 15 ]     |
| 2015年（平成27年）  | 191                 | 27                  | 219                 | [ 利用客数 16 ]     |
| 2016年（平成28年）  | 197                 | 24                  | 222                 | [ 利用客数 17 ]     |
| 2017年（平成29年）  | 170                 | 21                  | 192                 | [ 利用客数 18 ]     |
| 2018年（平成30年）  | 165                 | 21                  | 186                 | [ 利用客数 19 ]     |
| 2019年（令和元年）  | 150                 | 24                  | 175                 | [ 利用客数 20 ]     |
| 2020年（令和02年）  | 56                  | 22                  | 79                  | [ 利用客数 21 ]     |
| 2021年（令和03年）  | 62                  | 20                  | 82                  | [ 利用客数 22 ]     |
| 2022年（令和04年）  | 93                  | 18                  | 112                 | [ 利用客数 23 ]     |

## 駅周辺
清里高原の中心駅として、周辺には観光地が広がっているが、平坦な道はほとんどなく急坂が多い。1970年代から1990年代初頭までは女性誌などでとりあげられ、ファンシーショップなどが立ち並び多くの人で賑わったが、現在は廃墟になっている。
駅前には「美しの森たかね荘」から移動してきたC56 149が静態保存されている。
- 清里駅前観光案内所「あおぞら」
- 清里ポーセリンミュージアム
- 清里郵便局
- 国道141号
- 山梨県道11号北杜富士見線（駅前通り）
- 萌木の村

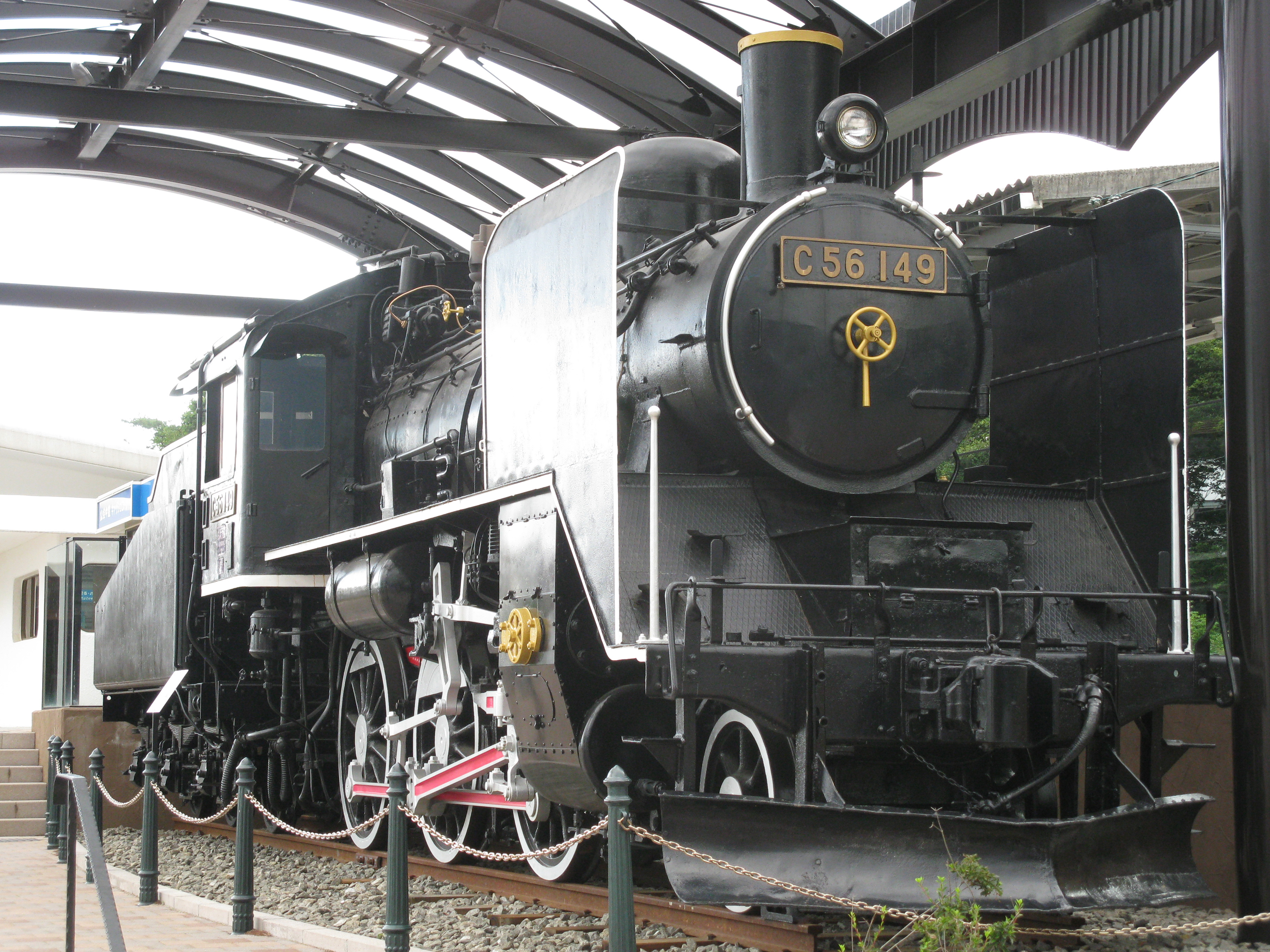
駅前にて静態保存されているC56 149
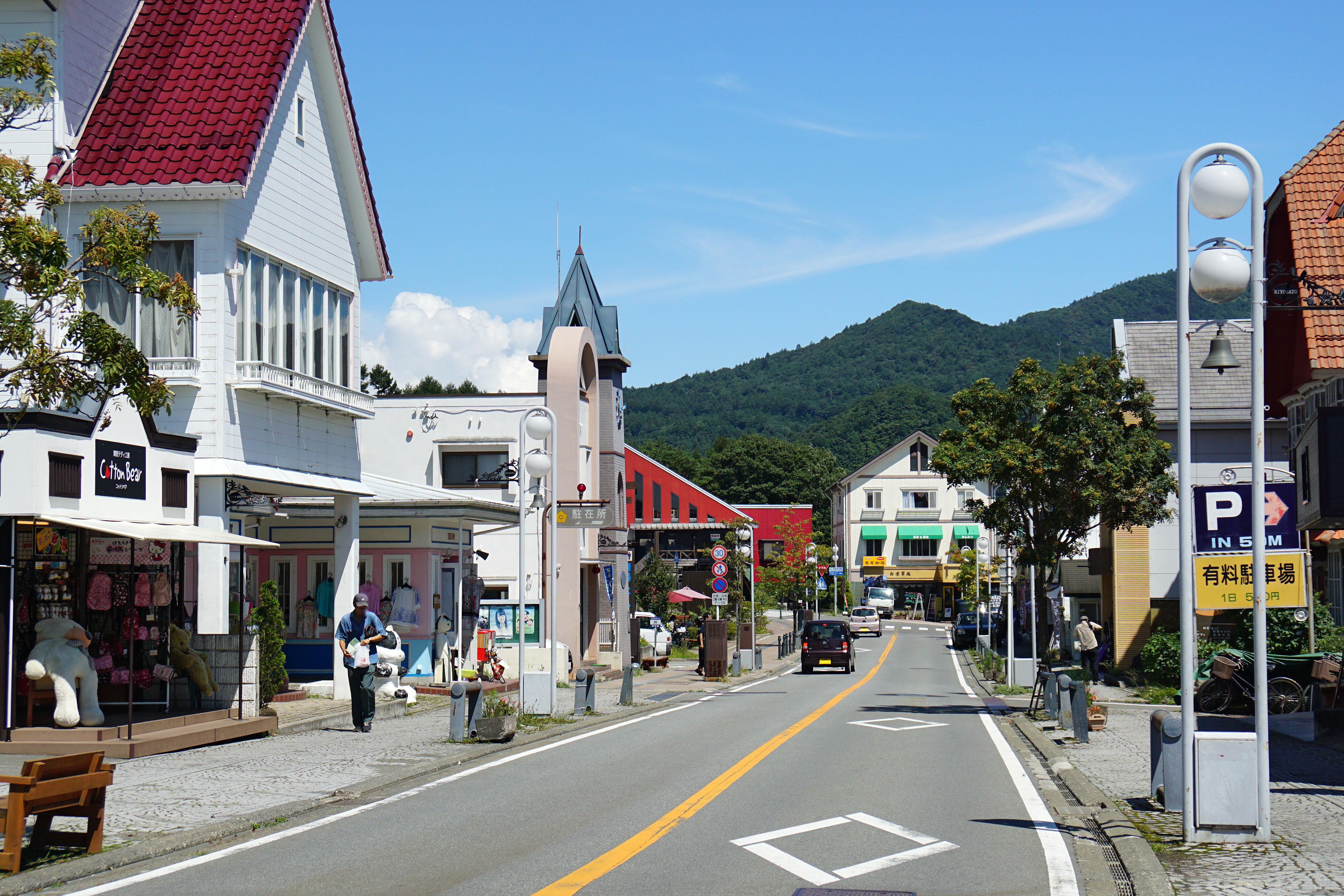
駅前通り（県道11号）

## バス路線
観光案内所近くのロータリー内に「清里バスセンター」およびトラビスジャパンの「清里駅」停留所が、駅近くの山梨県道11号上に北杜市民バスの「清里駅」停留所がそれぞれ設置されている。
「清里バスセンター」「清里駅（トラビスジャパン）」停留所
- 清里ピクニックバス（冬期運休[18]）
  - 野辺山・清里北部周遊ルート（1台運行日は運休[18]）
  - 清里北部周遊ルート
  - まきば公園・大泉ルート
- トラビスジャパン
  - （中央道双葉東乗り換え）バスタ新宿行き

「清里駅（北杜市民バス）」停留所
- 北杜市民バス
  - 清里・長坂線：長坂駅・北杜高校行き

## 隣の駅
※臨時快速「HIGH RAIL 1375」も当駅に停車する。詳しくは「HIGH RAIL 1375」を参照のこと。
東日本旅客鉄道（JR東日本）
■小海線
甲斐大泉駅 - 清里駅 - *(臨) フォトデッキ駅 - 野辺山駅
*:打消線は廃駅

### 記事本文